# In God’s Country
„In God’s Country” – piosenka rockowej grupy U2, pochodząca z jej wydanego w 1987 roku albumu, The Joshua Tree. Jest siódmym utworem na płycie i został wydany jako czwarty singel ją promujący. Bono powiedział, że początkowo pisał o Irlandii, ale ostatecznie piosenka dotyczy Stanów Zjednoczonych.
Utwór został wydany jako singel w Kanadzie i Stanach Zjednoczonych.
Piosenka pojawiła się w rockumencie Rattle and Hum, z tym, że bez jednego wiersza tekstu. „In God’s Country” została także wykorzystana pod koniec filmu Three Kings.

## Lista utworów
1. „In God’s Country” (2:57)
2. „Bullet the Blue Sky” (4:32)
3. „Running to Stand Still” (4:20)

## Pozycje na listach przebojów
| Rok  | Lista                                      | Pozycja |
| ---- | ------------------------------------------ | ------- |
| 1987 | Wielka Brytania (UK Singles Chart)         | #48     |
| 1987 | Stany Zjednoczone (Billboard Hot 100)      | #44     |
| 1987 | Stany Zjednoczone (Mainstream Rock Tracks) | #6      |
| 1987 | Kanada                                     | #28     |